# Hatice Özgener
Hatice Özgener (Selanik, 1865-Turquia, 21 de febrer de 1940) fou una política turca. Özgener va ser una de les primeres divuit diputades dones turques; fou elegida per Çankırı a la Gran Assemblea Nacional turca l'any 1936. Abans de ser triada, treballava com a directora d'un orfenat.